# Prairie Grove (Arkansas)
Prairie Grove is een plaats (city) in de Amerikaanse staat Arkansas, en valt bestuurlijk gezien onder Washington County.

## Demografie
Bij de volkstelling in 2000 werd het aantal inwoners vastgesteld op 2540.
In 2006 is het aantal inwoners door het United States Census Bureau geschat op 3304, een stijging van 764 (30,1%).

## Geografie
Volgens het United States Census Bureau beslaat de plaats een oppervlakte van
5,4 km², geheel bestaande uit land. Prairie Grove ligt op ongeveer 406 m boven zeeniveau.

## Plaatsen in de nabije omgeving
De onderstaande figuur toont nabijgelegen plaatsen in een straal van 24 km rond Prairie Grove.